# Чердинь
Чердинь — місто в Російській Федерації. Один із центрів півночі Пермського краю РФ. Історично розташовано на фіно-угорських територіях країни Комі.

## Географія
Роташоване на правому березі річки Колва (комі назва — перекладається як «мертва вода»). Разом з прилеглою територією утворює Чердинське міське поселення і є адміністративним центром Чердинського району. Є одним з найдавніших міст історичної Комі та Уралу, входить у перелік історичних міст Росії (список 2002). Відстань до найближчої залізничної станції Солікамськ — 102 км, до адміністративного центру Пермського краю, міста Пермі — 308 км.

## Походження назви
Назва міста походить від двох комі-перм'яцьких слів: чер — «притока» і дин — «гирло», — тобто «поселення, що виникло при гирлі струмка».
Відповідно до іншої версії, назву поселенню дала розташована з півночі міста невелика річка, яка до приходу російських називалася «Чер», а поселення, розташоване в її гирлі, іменувалося «Чердин» («дин» в цьому випадку перекладається з комі-перм'яцької як «місце біля чого-небудь»). Сучасну назва річки — Чердинка — дано по назві міста.

### Московська колонізація
У Писцових книгах XVI — XVII століть, в государевих грамотах та інших указах Чердинь називали Перм'ю Великою, ототожнюючи її з найменуванням історичної області.

#### Заснування міста

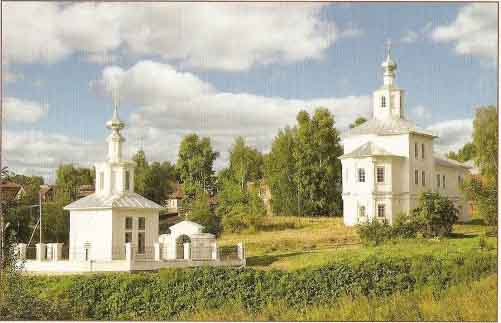
Спаська каплиця та Успенська церква

Точних відомостей про дату заснування міста немає.
Існують гіпотези, за якими місто спочатку розташовувався південніше, на місці села Пянтег. Пізніше Чердинь нібито перемістилася на північ, в район села Покча, а потім опинилася на своєму сучасному місці.
Спочатку на місці Чердині існувало Чердинське (Троїцьке) городище, яке відносять до родановської культури. При його розкопках виявлені уламки глиняного посуду та бронзові підвіски XII-XIII століть. На місці городища в XV столітті було засновано власне місто Чердинь. Виявлені археологами залишки дерев'яних укріплень російського кремля датуються XVI-XVII століттями.
У російській історіографії XIX століття давньоруський топонім Перм Велика ототожнювався зі скандинавським топонімом Біармія, центр якої, як вважали, перебував в районі Чердині, яка в X — XII століттях вела велику торгівлю з волзькими булгарами, Іраном, Великим Новгородом та північними народами (Югрою).
У цю епоху з Перм'ю підтримували тісні торговельні та політичні відносини новгородці, які слідували на схід древнім торговим шляхом по притоках Північної Двіни. На північ від Чердині також йшла «хутрова» дорога до повноводної Печори та по ній до Льодовитого океану. Новгородці отримували данину з місцевих жителів. Навіть місцеві князі, яких літописи називають російськими іменами та числять серед родичів верейських князів з Московії, останнім часом за національністю вважаються перм'яками.
Економічне й політичне значення Пермі Великої — Чердині досягло піку в XV столітті. Крім хутра в Пермському краї зосереджувалась так зване закамське срібло, тобто високохудожні срібні вироби Сасанідської Персії, Візантії та Волзької Булгарії, що здавна надходило сюди торговими шляхами в обмін на хутра.

### Перші згадки
Найбільш достовірні відомості про Чердинь належать до другої половини XV століття — часу початку входження Пермі Великої до складу Великого князівства Московського.
Першим із знайдених через минулі п'ять століть описом історичних подій в Чердині є Вичегодсько-Вимський літопис, який починає згадувати місто з 1451.
Так Великопермські князі стали васалами московських, але васалами непокірними. Зокрема, під час війни Москви з Казанню в 60-х роках XV століття вони відмовилися брати участь в поході, але без дозволу великого князя укладали військові союзи з сусідами, в'ятчанами, проти вогулів (мансі). Не розривала Чердинь своїх відносин з Великим Новгородом. Після війни з Новгородом 1471 року, за якою сталося його остаточне включення в Велике князівство Московське, Іван III скористався якимись образами, нанесеними в Чердині московським купцям, як привід для вторгнення. Навесні 1472 московські полки під командуванням воєводи стародубського князя Федора строкатого розбили пермське військо та взяли в полон князя Михайла Єрмолайовича.

### Насильне хрещення Чердині в московське православ'я

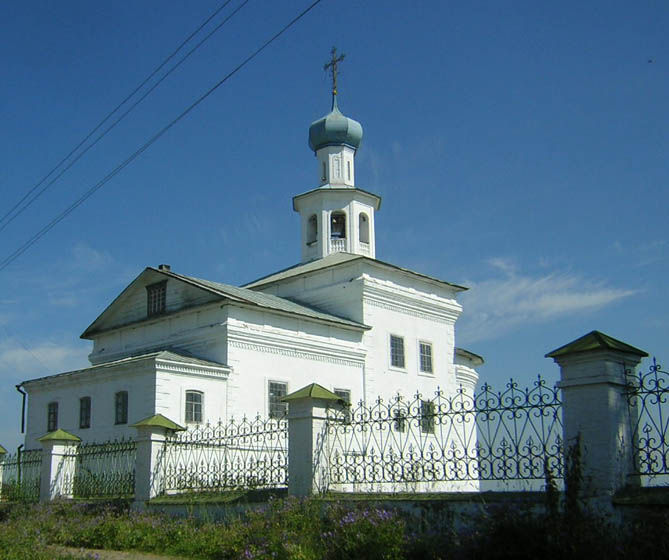
Собор Іоанна Богослова Богословського монастиря

У 1455 єпископом Питиримом було зроблено спробу «крестити ко святей вере чердынцев», що стала невдалою — Питирима було вбито вогулами, які активно чинили опір прийняттю християнства.
У 1462 єпископ Іона проводить повторне хрещення. У цьому ж році в Чердині було засновано Іоанно-Богословський чоловічий монастир, при якому було закладено перший на Західному Уралі християнський храм — дерев'яну церкву Іоанна Богослова.

### 1481—1535
1481 — час московсько-мансійської війни, під час якої Чердинь атакувала мансійська армія. Мансі не змогли взяти місто.
Устюжський літописний звід вказує, що в 1504 «город згорел Чердынь и князь Матфей Михайлович великопермьский поставил город на Почке новый».
У 1505 році князівство було знищено, і було віроломно призначено московського намісника. З цього моменту населення Чердині стає поступово колонізуватися вихідцями з заходу Московії, в той час як комі населення зберігалося в селах і на територіях теперішнього Комі-перм'яцького національного округу, розташованого на захід від річки Ками.
У 1535 році на Троїцькому пагорбі міста під наглядом московського майстра — чиновника-дяка Семена Курчова — зведено дерев'яну фортецю.
У цьому ж році було повернено статус адміністративного центра колоніальних земель Московії. Одночасно Чердинь офіційно було визнано містом.

### Після 1535
До окупації 1552 Казанського ханства Чердинь була анклавом Московії на Уралі.
Адміністративний центр краю змістився на південь, і Чердинь втратила колишнє політичне значення. Економіка краю розвивається переважно за рахунок розробки родовищ кухонної та калійної солей навколо міст Солікамськ та Березники, для вивозу яких в Чердині до початку XX століття будували баржі. Чердинь з обласним центром останнім часом з'єднує лише шосе і річковий транспорт.

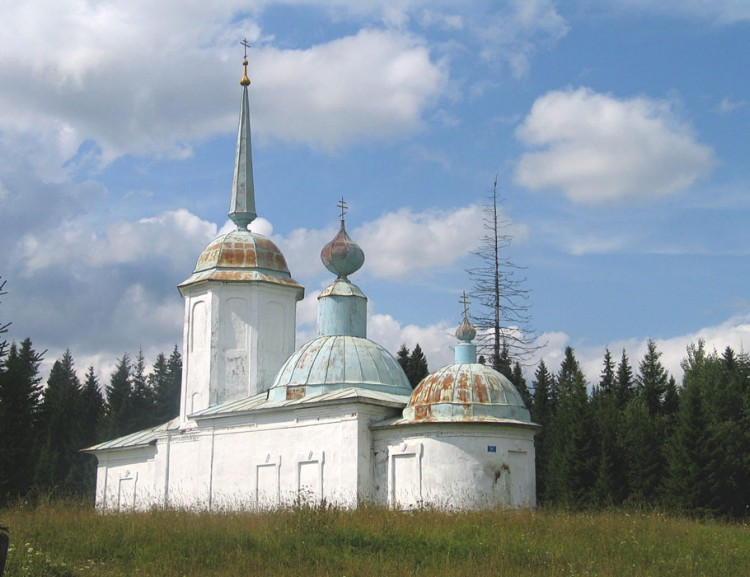
Всесвятська кладовищенська церква

Чердинь досі зберігає вигляд старовинного російського містечка з типовими садибними господарствами і не має багатоповерхової забудови. Значна частина населення краю дотримується старообрядницького християнства, хоча церкви переважно знаходяться у віданні Московського патріархату. Чердинь — центр розповсюдження унікальної дерев'яної скульптури, що в цілому є нехарактерною для оздоблення руських церков. Найдавніші скульптури, що збереглися до наших днів, датуються XVII століттям та розташовані в Пермській художній галереї.

## Населення
За підсумками Всеросійського перепису 2010 населення Чердині — 4920 осіб, з них 2234 чоловіків і 2686 жінок (45,4 % і 54,6 % відповідно). За національним складом найбільший відсоток серед жителів міста складають: росіяни — 94,6 %, українці — 1,4 %, татари — 0,7 %. Про корінних мешканців краю — комі — навіть не згадується.

## Відомі люди
З містом пов'язано життя відомих письменників: Михайла Салтикова-Щедріна, Дмитра Маміна-Сибіряка та інших.
У місті народився:
- Чардинін Петро Іванович (1872—1934) — кінорежисер, сценарист, оператор та актор епохи німого кіно.

Чердинь була місцем першого заслання Осипа Мандельштама.

## Сучасний стан
Завдяки достатньо віддаленому географічному положенню Чердині комуністи не змогли зруйнувати численні храми та інші старовинні будівлі. В цьому секрет дивовижної цілісності старовинного міста.